# Cundinamarca
Cundinamarca é um departamento da Colômbia, o qual está a cidade de Bogotá, capital colombiana. Além de Bogotá, Cundinamarca também possui outros 115 municípios, as quais são divididos em 15 províncias.

## Divisão administrativa
Cundinamarca é dividida em 15 províncias e 116 municípios. 
| Almeidas | Alto Magdalena | Bajo Magdalena |
| -------- | -------------- | -------------- |
|          |                |                |

| Gualivá | Guavio | Magdalena Centro |
| ------- | ------ | ---------------- |
|         |        |                  |

| Medina | Oriente | Rionegro |
| ------ | ------- | -------- |
|        |         |          |

| Sabana Centro | Sabana Occidente | Soacha |
| ------------- | ---------------- | ------ |
|               |                  |        |

| Sumapaz | Tequendama | Ubaté |
| ------- | ---------- | ----- |
|         |            |       |

### Etnias
| Cor/Raça           | Porcentagem |
| ------------------ | ----------- |
| Mestiços e Brancos | 96,29%      |
| Afro-colombianos   | 3,37%       |
| Indígenas          | 0,34%       |